# Kim Hyun-seok
Kim Hyun-seok est un footballeur sud-coréen né le 5 mai 1967.